# Parco nazionale Domogled - Valea Cernei
Il parco nazionale Domogled - Valea Cernei (in romeno Parcul naţional Domogled - Valea Cernei) è un'area naturale protetta che si trova nel sud ovest della Romania. Istituito nel 1971.